# Philippa Hilber
Philippa Hilber (Los Angeles, 22 gennaio 1918 – Los Angeles, 16 giugno 1996) è stata un'attrice e ballerina statunitense.

## Biografia
Cresciuta, dopo il divorzio dei genitori, a San Bernardino con la madre e i nonni materni, Philippa imparò presto la danza e già a 15 anni, nel 1933, ottenne un contratto cinematografico. Fu impiegata come ballerina di fila a partire dalla commedia Arizona to Broadway, con James Dunn e Joan Bennett, fino al musical del 1936 King of Burlesque, con Alice Faye e Warner Baxter. 
Fu poi una delle studentesse del Collegio femminile di Irving Cummings, una centralinista in Mia moglie cerca marito, con Tyrone Power e Loretta Young, per finire segretaria nel suo ultimo film, Vagabondi al chiaro di luna, del 1938, dei fratelli Ritz.
Philippa Hilber aveva sposato nel 1936 l'attore Bill Goodwin (1910-1958). Ebbero quattro figli. Dopo la morte del marito Philippa lavorò come agente immobiliare e non si risposò più. Visse a Los Angeles, dove morì nel 1996.

## Filmografia
- Arizona to Broadway (1933)
- Il museo degli scandali (1934)
- La moglie è un'altra cosa (1934)
- Il trionfo della vita (1934)
- Abbasso le bionde (1935)
- Piernas de seda (1935)
- King of Burlesque (1936)
- Collegio femminile (1936)
- New York si diverte (1937)
- La gelosia non è di moda (1937)
- Mia moglie cerca marito (1937)
- Una ragazza allarmante (1937)

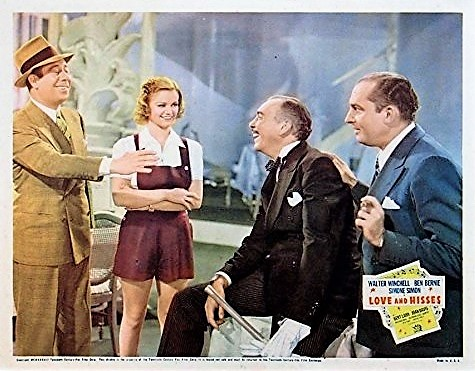
Poster del film Una ragazza allarmante

- Vagabondi al chiaro di luna (1938)